# Ruža Pospiš Baldani
Ruža Pospiš Baldani (ur. 25 lipca 1942 w Varaždinskich Toplicach) – chorwacka śpiewaczka operowa, mezzosopran.

## Życiorys
Jako śpiewaczka operowa zadebiutowała w 1961 rolą Kończakównej w operze Aleksandra Borodina Kniaź Igor na scenie Chorwackiego Teatru Narodowego w Zagrzebiu. W latach 60. występowała także w Teatrze Narodowym w Belgradzie. W 1965 wystąpiła na scenie Metropolitan Opera w Nowym Jorku w roli Maddaleny w operze Rigoletto Giuseppe Verdiego.
W latach 1970–1978 związana z Bawarską Operą Państwową w Monachium, często występowała także w Operze Wiedeńskiej (głównie w repertuarze wagnerowskim). W 1976 zadebiutowała w Operze Paryskiej jako Amneris w Aidzie G.Verdiego, a także w Operze w Monte Carlo, gdzie zagrała tytułową rolę w operze Carmen Georges’a Bizeta. W swojej karierze występowała także w Atenach, Hamburgu, Rzymie, Sofii, San Francisco i w Teatrze Miejskim w Rio de Janeiro.
Jest mężatką (mąż Jan Cuco Baldani).

## Nagrody i wyróżnienia
- 1971: Nagroda Milka Trnina
- 1975: Nagroda Vladimira Nazora
- 1976: Nagroda Orlando
- 1988: Nagroda Josipa Štolcera Slavenskiego
- 2000: Nagroda Tito Strozziego
- 2006: Nagroda Ivana Lukačicia